# Phytomyza diminuta
Phytomyza diminuta är en tvåvingeart som först beskrevs av Walker 1858.  Phytomyza diminuta ingår i släktet Phytomyza och familjen minerarflugor. Inga underarter finns listade i Catalogue of Life.